# Дейміан Морі
Дейміан Морі (англ. Damian Mori, 30 вересня 1970, Мельбурн) — австралійський футбольний тренер, колишній футболіст, нападник збірної Австралії. Станом на вересень 2011 року є найкращим бомбардиром збірної Австралії в історії.

## Досягнення
- Володар Кубка Австралії (3): 1994, 2003, 2004
- Чемпіон Австралії (3): 1994, 2003, 2004
- Переможець Кубка націй ОФК: 1996
- Срібний призер Кубка націй ОФК: 1998, 2002
- Фіналіст Кубка Конфедерацій: 1997
- Найкращий гравець сезону (Медаль Джонні Воррена): 1996, 2003
- Найкращий бомбардир сезону: 1996, 1998, 2000, 2002, 2003